# Lijst van beste buitenlandse boeken
De Lijst van beste buitenlandse boeken is een via een internetstemming bepaalde Nederlandse rangschikking van de beste buitenlandse literaire werken aller tijden. De verkiezing werd georganiseerd door de NPS en NRC Handelsblad. Zij maakten de uitslag in maart 2008 bekend. De lijst is gebaseerd op omstreeks 5000 stemmen.
In een van de kritiekpunten die volgden op de lijst, werd gesteld dat winnaar In de ban van de ring haar eerste plaats meer aan de film had te danken dan aan het boek. Een ander kritiekpunt hield verband met het relatief gering aantal uitgebrachte stemmen, waardoor een publieksactie van Uitgeverij De Geus veel invloed leek te hebben en werken van Fredriksson en Proulx hoog op de lijst belandden.

## De lijst van 10 boeken
1. J.R.R. Tolkien - In de ban van de ring
2. Marianne Fredriksson - Anna, Hanna en Johanna
3. Leo Tolstoj - Oorlog en vrede
4. Gabriel García Márquez - Honderd jaar eenzaamheid
5. Louis-Ferdinand Céline - Reis naar het einde van de nacht
6. Jane Austen - Trots en vooroordeel
7. Annie Proulx - Scheepsberichten
8. George Orwell - 1984
9. Fjodor Dostojevski - De broers Karamazov
10. Umberto Eco - De naam van de roos